# یخچال خاروانا
یخچال خاروانا مربوط به دوره قاجار است و در شهرستان ورزقان، بخش خاروانا، شهر خاروانا واقع شده و این اثر در تاریخ ۲۸ اسفند ۱۳۸۵ با شمارهٔ ثبت ۱۸۹۰۸ به‌عنوان یکی از آثار ملی ایران به ثبت رسیده است.